# サブリナ・ガッティ
サブリナ・ガッティ（Sabrina Gatti ミラノ生まれ）は、イタリアの作家、デジタルアーティスト、社会学者、自然療法医。
セリヌス大学のクリエーティングライティング准教授、A.N.S.の終身会員。 - 全国社会学者協会。 
   常にアート、特にデジタルアートを愛する彼は、パンデミックの最中に自分の作品を集めたオンラインショーケースをオープンし、2024年2月にはタイトルから厳選した作品を集めた初のカタログを出版した。魂の色』。
2011年に詩集『ガラスの雨』で作家デビューし、その後『リトルノ・ア・フクシマ』を収録した2冊の物語集『Schegge di vita』と『ル・オンブル・デル・タイム』。 
パウサニアス版によれば、ナルキッソスの神話にインスピレーションを得た2015年の最初の小説「白い水仙」への序曲となる第二の詩集「魂の反映」が出版された。 翌年、「Profumo di menta」と題された新たな詩集と、花図学に捧げられた最初のエッセイ「花のように光と永遠 - 非言語コミュニケーションの形式の歴史社会学的分析」が発表された。同じテーマに特化した「フロリグラフィー、花言葉」というタイトルの記事も続きます。 
2017年、「Senza Fine」サーガの第2章がリリースされました。この作品は、「Shining Harmony」と題された「White narcisi」で始まり、その後に詩的なアンソロジー「Vivere e non vive」が続いた。
「シャイニング・ハーモニー」の主人公の一人に焦点を当て、「炎と薔薇」、「貧者の玉座」、「フラワーズ・ムーン」、「」などの他の詩集も収録。私を忘れないで」、「もののあわない」、そして後者は俳句にインスピレーションを受けて理想的にリンクされている。 
フロリグラフィーに特化したエッセイに加えて、彼は芸術、社会、環境のテーマに特化した他の2つのエッセイ集、Covid-19のトピックに焦点を当てた「Through vertigo」と「When everything Changes」を持っている。
「社会とコミュニケーション」「ネットワーク社会」「Eos」など、さまざまな雑誌の共同執筆者。